# Andreas Menn
Andreas Menn (* 1973 in Lüdenscheid) ist ein deutscher Filmeditor.

## Leben und Wirken
Andreas Menn wurde 1973 in Lüdenscheid geboren. Von 1996 bis 2001 studierte er an der Kunsthochschule für Medien Köln. Seit 2005 ist Andreas Menn als freier Filmeditor für Spiel- und Dokumentarfilme tätig. Im Jahr 2012 erhielt er den Deutschen Kamerapreis und Bayerischen Filmpreis für den Schnitt des Spielfilms Hell. 2013 erhielt sein Musikvideo zu dem Lied Left on a Little Farm des Künstlers und Musikers Stan Back bei den Internationalen Kurzfilmtagen Oberhausen den Publikumspreis im Wettbewerb um den MuVi-Award. Menn ist Mitglied im Bundesverband Filmschnitt Editor (BFS).

## Filmografie (Auswahl)
- 2002: Abendstimmung (Kurzfilm)
- 2003: Visit Iraq
- 2006: Die Österreichische Methode
- 2006: Vier Töchter (Spielfilm)
- 2006: Conceptual Paradise (Dokumentarfilm)
- 2007: Tatort: Das namenlose Mädchen (Fernsehreihe)
- 2009: Tod aus der Tiefe
- 2009: Chi l’ha visto (Spielfilm)
- 2010: Heimspiel (Kurzfilm)
- 2010: The Green Wave
- 2011: Hell
- 2012: Frohes Schaffen – Ein Film zur Senkung der Arbeitsmoral (Kinodokumentation)
- 2013: Finsterworld
- 2013: Stan Back - Left on a Little Farm (Musikvideo, Regie)
- 2014: Nicht mein Tag
- 2014: Worst Case Scenario (Kinospielfilm)
- 2014: Die Einsamkeit des Killers vor dem Schuss (Spielfilm)
- 2015: Tatort: Der Himmel ist ein Platz auf Erden (Fernsehreihe)
- 2017: Tatort: Borowski und das Fest des Nordens (Fernsehreihe)
- 2019: Mein Ende. Dein Anfang.
- 2021: Tides
- 2021: Sweet Disaster
- 2022: Die Mucklas und wie sie zu Pettersson und Findus kamen
- 2023: Sisi & Ich
- 2024: Zeit Verbrechen – Dezember

## Auszeichnungen und Nominierungen
- 2012: Nominierung für den Preis der deutschen Filmkritik in der Kategorie Bester Schnitt für Hell
- 2012: Gewinner des Deutschen Kamerapreises in der Kategorie Schnitt/Kinospielfilm für Hell[3]
- 2012: Gewinner des Bayerischen Filmpreises in der Kategorie Schnitt für Hell